# 平壌道
もしかして
- 平安道

ではありませんか？